# Phelsuma madagascariesis
Phelsuma madagascariesis är en ödleart. Phelsuma madagascariesis ingår i släktet Phelsuma och familjen geckoödlor.

## Underarter
Arten delas in i följande underarter:
- P. m. kochi
- P. m. madagascariensis